# 室蘭本線
室蘭本線（むろらんほんせん）は、北海道山越郡長万部町の長万部駅から、室蘭市、苫小牧市等を経て岩見沢市の岩見沢駅を結ぶ本線と、室蘭市の東室蘭駅から室蘭駅までを結ぶ支線からなる北海道旅客鉄道（JR北海道）の鉄道路線（幹線）である。
長万部駅から千歳線と接続する沼ノ端駅までの間は札幌駅発着の特急列車が多く経由する区間となっており、札幌市と函館市とを結ぶ動脈の一部となっている。
苫小牧駅 - 沼ノ端駅間は千歳線と合わせてIC乗車カード「Kitaca」の利用可能エリアとなっている。
線内の白老駅 - 沼ノ端駅間 28.736 km の区間は日本最長の鉄道直線区間である（分岐器付帯曲線などがあり、同区間で軌道が直線とは限らない）。

## 歴史
歴史的には北海道炭礦鉄道によって建設され、鉄道国有法により国有化された室蘭 - 岩見沢間と、その後国有鉄道長輪線（おさわせん・ちょうりんせん）として建設された長万部 - 東室蘭間に分かれる。
1928年（昭和3年）9月10日に現在のルートが全通すると、樺太への連絡のために運行されていた急行列車が、従来の函館本線・札幌駅経由から、速達性を優先して札幌を通らず当路線を経由するルートに変更された。9年後の1937年（昭和12年）6月に従来の函館本線経由に戻されたものの、その歴史的経緯から長万部駅 - 岩見沢駅間には1958年（昭和33年）まで、当路線と函館本線の間で運賃計算上の経路特定区間が設定されていた（函館本線経由でも当路線経由で運賃を計算）。
また、1950年代後半に函館本線小樽経由に代わって室蘭・千歳線を経由する優等列車が増加したことから、1961年に長万部 - 札幌または苗穂間で室蘭・千歳線を経由する優等列車に乗車する際、途中下車しない限り運賃は小樽経由で計算する列車特定区間となり、その後経路特定区間になったが、1994年3月にこの特例は廃止された。
1960年（昭和35年）から15年計画で行なわれた蒸気運転全廃に向けた動力近代化計画では、室蘭本線岩見沢 - 沼ノ端間および非電化区間としては特急・貨物列車の本数が多い東室蘭 - 長万部間も電化計画に含まれていたが、石炭輸送衰退の影響で函館本線新函館北斗（旧:渡島大野） - 長万部間と共に2016年現在でも実現していない。

### 統合前

#### 室蘭 - 岩見沢間

##### 北海道炭礦鉄道室蘭線

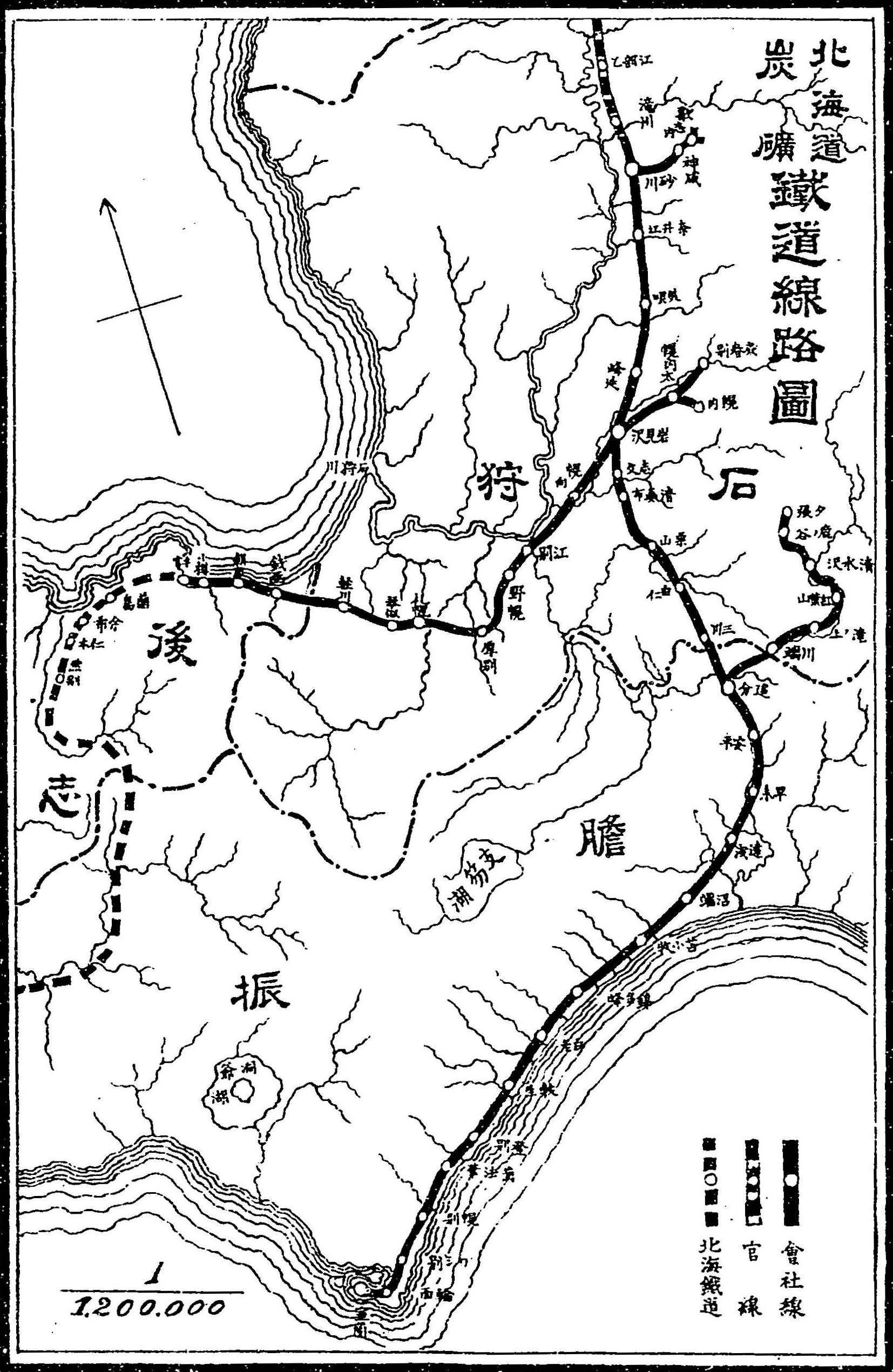
北海道炭礦鉄道株式会社 路線図

- 1892年（明治25年）8月1日：室蘭駅（初代） - 岩見沢駅間が新規開業[9]。同区間に室蘭駅（初代）[10]・幌別駅[10]・登別駅[10]・白老駅[10]・苫小牧駅[10]・追分駅[10]・由仁駅[11]を新設。
- 1893年（明治26年）7月1日：栗山駅を新設[11]。
- 1894年（明治27年）
  - 8月1日：早来駅を新設[10]。
  - 10月1日：清真布駅を新設[11]。
- 1897年（明治30年）
  - 2月16日：敷生駅[10]・三川駅[10]を新設。
  - 7月1日：室蘭駅（初代）を輪西駅（初代）に改称[12]。同時に、室蘭駅（2代） - 輪西駅（初代）間を延伸開業し、同区間に室蘭駅（2代）を新設[9][11]。
- 1898年（明治31年）2月1日：錦多峰駅[10]・沼ノ端駅[10]を新設。
- 1901年（明治34年）12月1日：鷲別駅を新設[10]。
- 1902年（明治35年）
  - 8月1日：（貨）志文駅を新設[11]。
- 1903年（明治36年）4月21日：志文駅が旅客営業開始。
  - 9月21日：遠浅駅を新設[10]。
  - 10月11日：安平駅を新設[10]。
- 1905年（明治38年）6月21日：（貨）御崎駅を新設[11]。

##### 国有鉄道（官設鉄道）室蘭本線
- 1906年（明治39年）10月1日：北海道炭礦鉄道が国有化され、室蘭駅（2代） - 岩見沢駅間が官設線となる[9]。
- 1907年（明治40年）12月25日：知床信号所、社台信号所を新設。
- 1909年（明治42年）
  - 10月12日：国有鉄道線路名称制定に伴い、室蘭駅（2代） - 岩見沢駅間を室蘭本線とする[新聞 1]。
  - 10月15日：知床信号所が（貨）知床駅[10]、社台信号所が（貨）社台駅[10]となる。
- 1910年（明治43年）12月27日：室蘭駅（2代） - 輪西駅（初代）間を複線化[9]。
- 1912年（明治45年）4月1日：知床駅が旅客営業開始。
- 1917年（大正6年）6月1日：小糸魚信号所・一本松信号所を新設。社台駅が旅客営業開始。
- 1920年（大正9年）
  - 8月7日：一本松信号所を廃止。
  - 8月10日：苫小牧駅 - 遠浅駅間を複線化。
- 1921年（大正10年）10月4日：遠浅駅 - 追分駅間を複線化[9]。
- 1922年（大正11年）
  - 4月1日：小糸魚信号所を信号場に変更。
  - 6月1日：御崎駅が旅客営業開始。
- 1926年（大正15年）
  - 6月25日：登別駅 - 敷生駅間を複線化。
  - 7月15日：幌別駅 - 登別駅間を複線化[9]。
- 1928年（昭和3年）
  - 8月5日：虎杖浜駅を新設[10]。
  - 9月10日：輪西駅（初代）を東輪西駅に改称[12]。輪西駅（2代）を新設[11]。

#### 長万部 - 東室蘭間（国有鉄道長輪線）
- 1923年（大正12年）12月10日：国有鉄道長輪線として、長万部駅 - 静狩駅間 (10.6 km) が開業。同区間に静狩駅を新設[8][10]。
- 1925年（大正14年）8月20日：国有鉄道長輪東線として、輪西駅（初代） - 伊達紋別駅間が開業[8]。同区間に伊達紋別駅[10]・稀府駅[10]・黄金蘂駅[10]・本輪西駅[10]を新設。同時に、長万部駅 - 静狩駅間の長輪線を長輪西線に線名改称。
- 1928年（昭和3年）9月10日：静狩駅 - 伊達紋別駅間が延伸開業し、長輪西線・長輪東線を統合して長輪線に改称[8]。延伸開業区間に礼文駅[10]・小鉾岸駅[10]・辨辺駅[10]・虻田駅[10]・有珠駅[10]・長流駅[10]を新設。函館駅 - 稚内駅間（長輪線・室蘭本線経由）の急行列車新設[8]。

### 統合後
- 1931年（昭和6年）
  - 4月1日：長輪線を室蘭本線に編入。長万部駅 - 岩見沢駅間を本線、東輪西駅 - 室蘭駅（2代）間を支線とし、室蘭本線とする[8]。
  - 9月1日：東輪西駅を東室蘭駅に改称[12]。
- 1937年9月10日：現岩見沢市の幾春別川の堤防が決壊。岩見沢駅 - 志文駅間の道床が流出して不通[13]。
- 1934年（昭和9年）
  - 7月1日：室蘭駅（2代） - 東室蘭駅間で道内初のガソリンカー運転開始[9][新聞 2]。
  - 10月1日：北海道鉄道札幌線（現在の千歳線）苗穂駅 - 沼ノ端駅間の旅客列車が、苫小牧駅への乗り入れ開始[9]。
- 1935年（昭和10年）
  - 4月1日：小鉾岸駅を大岸駅に[12]、辨辺駅を豊浦駅[12]に改称。
  - 12月29日：母恋駅を新設[11]。
- 1942年（昭和17年）4月1日：敷生駅を竹浦駅に[12]、知床駅を萩野駅[12]に改称。
- 1943年（昭和18年）
  - 7月1日：東室蘭駅 - 幌別駅間を複線化[9]。
  - 9月25日：旭浜信号場・古山信号場・栗丘信号場を新設。
  - 9月30日：小幌信号場を新設。
- 1944年（昭和19年）
  - 7月5日：追分駅 - 三川駅間を複線化。
  - 10月1日：本輪西駅 - 東室蘭駅間を複線化。豊住信号場・伊達舟岡信号場・陣屋町信号場を新設。
- 1945年（昭和20年）
  - 4月20日：鳥伏信号場を新設。
  - 8月1日：北入江信号場（初代）を新設。
- 1946年（昭和21年）4月1日：古山信号場[11]・栗丘信号場[11]を駅に変更。
- 1947年（昭和22年）
  - 3月31日：静狩駅近くのトンネル内で列車同士が正面衝突。死者4人、重軽傷者41人[14]。
  - 11月1日：鳥伏信号場を廃止。
- 1948年（昭和23年）7月1日：北入江信号場（初代）を仮乗降場に変更。伊達舟岡信号場を廃止。
- 1949年（昭和24年）
  - 6月1日：日本国有鉄道法施行に伴い、公共企業体日本国有鉄道（国鉄）に移管。
  - 9月1日：清真布駅を栗沢駅に改称[12]。
  - 9月15日：豊住信号場を仮乗降場に変更。
- 1950年（昭和25年）9月10日：錦多峰駅を錦岡駅に改称[12]。
- 1952年（昭和27年）11月5日：黄金蘂駅を黄金駅に改称[8][12]。
- 1953年（昭和28年）
  - 7月15日： 陣屋町信号場を旅客駅に変更。
  - 11月20日：小糸魚駅 - 苫小牧駅間を複線化。
  - 12月20日：富浦駅を新設[9][10]。
- 1954年（昭和29年）9月26日：錦岡駅 - 小糸魚駅間を複線化。
- 1955年（昭和30年）11月1日：崎守町仮乗降場を新設。
- 1956年（昭和31年）4月1日：小糸魚信号場を駅に変更し、糸井駅として開業[9][10][12]。
- 1957年（昭和32年）
  - 9月30日：白老駅 - 錦岡駅間を複線化。
  - 11月30日：萩野駅 - 白老駅間を複線化。
- 1958年（昭和33年）11月10日：竹浦駅 - 萩野駅間を複線化[9]。
- 1959年（昭和34年）10月1日：長流駅を長和駅に改称[8][12]。
- 1960年（昭和35年）
  - 5月10日：室蘭駅 - （貨）西室蘭駅 (1.4 km) の貨物支線が開業[9]。この区間に（貨）西室蘭駅を新設[15]。
  - 10月1日：豊住仮乗降場を駅に変更し、豊泉駅に改称[15]。
- 1961年（昭和36年）10月1日：志文駅 - 岩見沢駅間に岩見沢操車場を経由する貨物線を単線で増線し単線併設とする。一本松臨時信号場を新設。
- 1962年（昭和37年）11月1日：虻田駅を洞爺駅に改称[8][12]。
- 1963年（昭和38年）
  - 月日不詳：一本松臨時信号場を廃止。
  - 9月30日：北舟岡信号場を新設。
- 1964年（昭和39年）
  - 7月5日：静狩駅 - 小幌信号場間を複線化。
  - 9月30日：北入江仮乗降場を有珠側に600 m移設し、信号場に変更。
- 1965年（昭和40年）11月1日：北吉原駅を新設[9][10]。
- 1967年（昭和42年）
  - 9月27日：豊浦駅 - 洞爺駅間で土砂崩壊発生、複線化工事現場の見張り小屋が潰れて1人が死亡。覆道が破壊される大規模な崩壊のため[新聞 3]、10月12日から室蘭桟橋に青函連絡船が接岸し、貨車航送を行う[9]。10月20日に復旧[8]。
  - 9月29日：小幌信号場 - 礼文駅間を複線化[新聞 4]。
  - 10月1日：小幌信号場を仮乗降場に変更。
- 1968年（昭和43年）
  - 5月15日：豊泉駅を廃止[8][15]。
  - 9月5日：有珠駅 - 長和駅間を複線化[16]。
  - 9月15日：由仁駅 - 栗山駅間を複線化[新聞 5]。
  - 9月19日：黄金駅 - 陣屋町駅間を複線化。崎守町仮乗降場を駅に変更し、崎守駅に改称[8][10]。
  - 9月25日：大岸駅 - 豊浦駅間を複線化[16]。
  - 11月15日：稀府駅 - 黄金駅間を複線化。
- 1969年（昭和44年）
  - 9月19日：長万部駅 - 静狩駅間を複線化。
  - 9月20日：旭浜信号場を仮乗降場に変更。
  - 9月22日：栗山駅 - 栗丘駅間を複線化。
- 1970年（昭和45年）
  - 6月30日：豊浦駅 - 洞爺駅間を複線化[新聞 6]。
  - 8月1日：陣屋町駅を旅客駅から貨物駅に変更。
- 1975年（昭和50年）
  - 8月27日：函館本線の森駅 - 野田生駅間が不通のため、室蘭埠頭に青函連絡船が接岸し、函館駅 - 室蘭駅間の旅客代行輸送を実施[9]。
  - 10月22日：礼文駅 - 大岸駅間を複線化[新聞 7]。
  - 12月14日：室蘭駅（2代） - 岩見沢駅間で国鉄最後の蒸気機関車牽引による定期旅客列車「SLさよなら列車」（225列車）が運転される（牽引機はC57 135）[9][17]。
- 1978年（昭和53年）10月3日：陣屋町駅 - 本輪西駅間を複線化[新聞 8]。
- 1980年（昭和55年）10月1日：室蘭駅（2代） - 東室蘭駅 - 沼ノ端駅間 (74.9 km) を電化[新聞 9]（交流20,000 V・50 Hz）。これに伴い、これまで室蘭駅（2代） - 苫小牧駅 - 岩見沢駅間での直通運転が基本の運転体系から、室蘭駅（2代） - 苫小牧駅間（ - 千歳線方面）と苫小牧駅 - 岩見沢駅間を基本とした運転体系に改められる。室蘭駅（2代） - 札幌駅・旭川駅間にエル特急「ライラック」新設[9]。
- 1981年（昭和56年）3月5日：室蘭駅（2代） - 沼ノ端駅間と千歳線をCTC化。
- 1984年（昭和59年）2月1日：沼ノ端駅 - 岩見沢駅間で大半の客車列車が気動車化されたことにより、旧型客車の運転終了[注釈 3]。夕張駅 - 追分駅 - 岩見沢駅 - 札幌駅間のルートで1往復のみ運転されていた普通列車のルート変更（夕張駅 - 追分駅 - 千歳空港駅 - 札幌駅間）にともない、追分駅 - 岩見沢駅間で1往復の減便（午前の下りおよび夜間の上り）。
- 1985年（昭和60年）3月14日：室蘭駅（2代） - （貨）西室蘭駅 (1.4 km)の貨物支線を廃止[9]。この区間の（貨）西室蘭駅を廃止[15]。御崎駅 - 室蘭駅（2代）間の貨物営業を廃止。苫小牧駅 - 岩見沢駅間で夜の上り列車1本を削減（この時点で現在のこの区間の運転本数となった）。
- 1986年（昭和61年）11月1日：東室蘭駅 - 御崎駅間の貨物営業を廃止。北入江信号場（初代）を廃止。沼ノ端駅 - 岩見沢駅間で最後まで残っていた客車列車を気動車化し、同時にこの区間から函館本線直通列車の運転取り止め。また、東室蘭駅 - 幌別駅間、および苫小牧駅 - 沼ノ端駅間の最高速度が従来の100 km/hから120 km/hに向上。

### 民営化以後
- 1987年（昭和62年）4月1日：国鉄分割民営化に伴い、北海道旅客鉄道（JR北海道）が第一種鉄道事業者として全線を承継。同時に、日本貨物鉄道（JR貨物）が長万部駅 - 岩見沢駅間の第二種鉄道事業者となる。旭浜仮乗降場[8][10]・小幌仮乗降場[8][10]・北舟岡信号場[8][10]を駅に変更。苫小牧駅の貨物駅を移転し、（貨）苫小牧駅を新設。
- 1988年（昭和63年）
  - 3月13日：長万部駅 - 東室蘭駅間、および幌別駅 - 苫小牧駅間の最高速度が従来の100 km/hから120 km/hに[18]、同区間で客車列車の最高速度が従来の85 km/hから95 km/hにそれぞれ向上[19]。
  - 11月3日：青葉駅を新設[9][10]。
- 1990年（平成2年）4月23日：栗山駅 - 栗丘駅間の栗山トンネル崩壊により、旧・下り線を廃止、単線化。
- 1992年（平成4年）
  - 7月：沼ノ端駅 - 室蘭駅（2代）間にPRCを導入[20]。
  - 8月：苫小牧駅 - 室蘭駅間でATS-SN使用開始[新聞 10]。
- 1993年11月：東室蘭駅 - 長万部駅間でATS-SN使用開始[新聞 10]。
- 1994年（平成6年）
  - 3月1日：全区間で気動車列車のみワンマン化[21]。特急「スーパー北斗」の運行開始に伴い、長万部駅 - 東室蘭駅 - 沼ノ端駅間の最高速度が130 km/hに向上。架線が130 km/h運転に対応していないため、電車の最高速度は従来のまま（120 km/h）であり、電車より気動車が速く走れる区間となっていた[22]。
  - 3月16日：北入江信号場（2代）を新設。
  - 11月1日：休止していた旧・貨物線ルートの復活改良に伴う線路付け替えで、志文駅 - 岩見沢駅間を改キロ (+1.7 km)[新聞 11]。関連する踏切も解消。
- 1996年（平成8年）10月6日：JR貨物の東室蘭駅が東室蘭操車場跡に移転し、（貨）東室蘭駅を新設。
- 1997年（平成9年）10月1日：室蘭駅（2代）の移設に伴い、母恋駅 - 室蘭駅（2代）間を改キロ (-1.1 km)。
- 1998年（平成10年）：岩見沢駅 - 沼ノ端駅間にPRCを導入[20]。
- 1999年（平成11年）11月28日：礼文浜トンネルの天井覆工コンクリートが剥落し、現場に差し掛かった貨物列車が脱線する事故が発生する。12月4日22時に復旧し、運行を再開する。
- 2000年（平成12年）
  - 3月29日：有珠山の噴火による影響で、東室蘭駅 - 長万部駅間が不通[8]。
  - 4月27日：有珠山の噴火で不通となっていた全区間について、貨物列車が限定的に運行される[8][新聞 12]。
  - 4月29日：有珠山の噴火で不通となっていた全区間が再開され、旅客列車が限定的に運行される[新聞 12]。
  - 6月1日：有珠山の噴火で迂回していた特急のうち昼間のみ運行再開[新聞 13]。
  - 6月8日：有珠山の噴火で迂回していた夜間の特急、寝台列車および貨物列車も含めて、全て通常運行再開[新聞 14]。
- 2006年（平成18年）3月18日：旭浜駅を廃止[報道 1]。
- 2007年（平成19年）10月1日：長万部駅 - 沼ノ端駅間および東室蘭駅 - 室蘭駅（2代）間、追分駅、岩見沢駅で駅ナンバリングを実施[報道 2]。
- 2008年（平成20年）10月25日：苫小牧駅 - 沼ノ端駅間にIC乗車券「Kitaca」を導入[注釈 4][報道 5][報道 6]。
- 2009年（平成21年）3月14日：苫小牧駅 - 沼ノ端駅間でIC乗車券「Kitaca」と「Suica」との相互利用開始[報道 7][報道 8]。
- 2011年（平成23年）3月12日：JR貨物の苫小牧駅を苫小牧貨物駅に改称[報道 9]。
- 2013年（平成25年）
  - 3月23日：苫小牧駅 - 沼ノ端駅間におけるIC乗車券「Kitaca」との相互利用サービスが、従来の「Suica」に加えて「PASMO」、「manaca」、「TOICA」、「PiTaPa」、「ICOCA」、「はやかけん」、「nimoca」、「SUGOCA」に拡大[報道 10]。
  - 11月1日：特急列車の減速・減便に伴い、長万部駅 - 東室蘭駅 - 沼ノ端駅間の最高速度が120 km/hとなる[報道 11][報道 12]。
- 2020年（令和2年）11月9日 - 11月13日：沼ノ端駅 - 追分駅間における線路の集中的な修繕工事の実施に伴い、苫小牧駅 - 追分駅間の一部列車が運休[報道 13][注釈 5]。
- 2021年（令和3年）11月3日 - 11月7日：長万部駅 - 東室蘭駅間における線路の集中的な修繕工事の実施に伴い、夜間帯の一部列車が運休[報道 14]。

## 複線化による路線変更
室蘭本線では、複線化と同時に勾配緩和や急曲線緩和目的で別線建設により路線変更や複線化が行われた区間が存在する。旧路線の路盤や廃トンネルは、現在線を走行中の列車車窓から目視確認できるものも多い。この節では、大規模なものについて記述する。
静狩駅 - 礼文駅間
この区間の地形は、険しい山が海岸に迫る形となっており、既設線もトンネル区間が大多数を占めている。複線化は単線新設（腹付け線増）により行われた。静狩駅 - 小幌駅間は、既設線の山側に2本のトンネルを含む単線が新設され、既設線が上り線、新設線が下り線とされた。小幌駅 - 礼文駅間は、既設線の海側に1本のトンネルを含む単線が新設され、既設線が下り線、新設線が上り線とされた。
礼文駅 - 大岸駅間
この区間の既設線は、急峻な地形による急曲線、線路に面する断崖からの落石、海岸に面する護岸の風化、トンネル出口にある見通しの悪い踏切など、障害の多い区間であった。そのため、障害の回避を兼ね、複線を新設（複線別線線増）することとなった。既設線の山側に2本のトンネルを含む複線が新設され、既設線は廃止された。これにより、路線延長が約100 m 短縮されることとなった。のちに、既設線の路盤の一部と2本のトンネルが、並行する道路の代替として道路に転用された。
大岸駅 - 豊浦駅間
この区間の既設線は、海沿いの急峻な地形を避けるため、大きく山側に迂回するルートを通っていた。急曲線や勾配が連続する区間でもあったため、海沿いに2本のトンネルを含む複線を新設することとなった。これにより、路線延長が約1.6 km 短縮されることとなった。既設線は廃止され、既設線にあった豊泉駅も同時に廃止された。
豊浦駅 - 洞爺駅間
この区間の既設線は、海岸線に沿って建設されたため、急曲線が多く地山の崩壊の危険性もあった。そのため、複線化と同時に別線新設より改良を行うこととなった。まず、既設線の山側に4本のトンネルを含む単線が新設され、路線切り替えと共に既設線が廃止された。その後、廃止された既設線の路盤の一部を利用して、5本のトンネルを含む上り線用単線が新設された。これにより、最初に新設された単線を下り線として使用、複線となった。
黄金駅 - 陣屋町駅間
この区間の既設線は、S字形で遠回りであったために、複線化と同時に直線化することとなった。既設線の線形の中央を貫くように、4本のトンネルを含む複線が新設され、路線延長が約400 m 短縮されることとなった。この区間にあった崎守駅は、既設新線の既設線との立体交差付近に移転された。陣屋町駅 - 崎守駅間の既設線の一部は、貨物線に転用された。
陣屋町駅 - 本輪西駅間
この区間の既設線は、海岸に沿った急曲線があったため、複線化と同時に直線化を行うこととなった。1本のトンネルを含む複線が新設され、路線延長が約400 m 短縮されることとなった。

## 運行形態

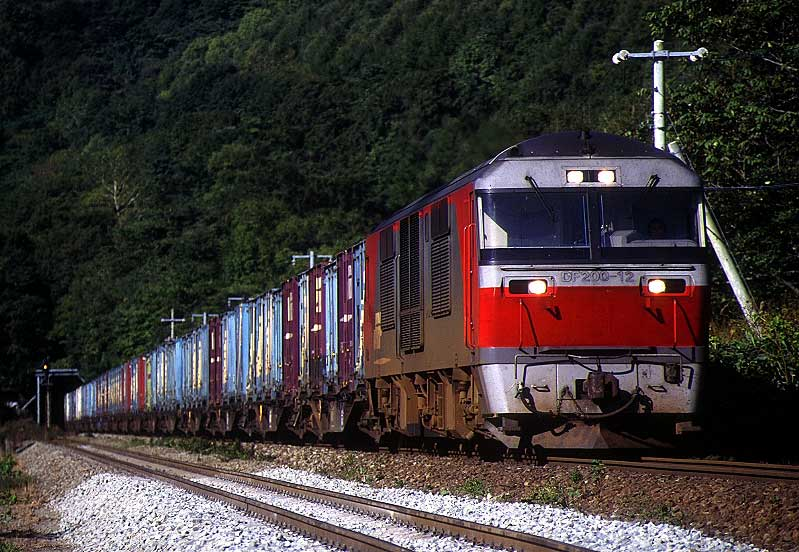
DF200牽引の貨物列車（1999年、小幌駅 - 礼文駅間）

現在、全線を通して運転される旅客列車は無い。長万部駅から千歳線と接続する沼ノ端駅までの間は札幌駅発着の特急列車が多く経由する。このうち室蘭駅 - 東室蘭駅 - 沼ノ端駅間は交流電化されている。一方、沼ノ端駅 - 岩見沢駅は優等列車の運転が無く、ローカル輸送が中心となっている。日本貨物鉄道（JR貨物）による貨物列車は支線を除く全線で運転されている。

### 広域輸送
長万部駅 - 東室蘭駅 - 苫小牧駅・沼ノ端駅間では、函館からの函館本線、札幌への千歳線とともに、函館駅 - 札幌駅間を結ぶ幹線ルートとして多くの特急列車や本州直通の貨物列車が運転されている。この区間と千歳線は一体的にダイヤが組まれており、本来千歳線は札幌市の白石駅が起点であるが、苫小牧方面を「上り」としている。また、函館本線の長万部駅 - 小樽駅間の通称「山線」に対する呼称として「海線」と呼ばれることがある。
電化区間の末端となる東室蘭駅 - 室蘭駅間では、札幌への特急「すずらん」が各駅に停車する。
そのほか、苗穂工場への検査のため電化・非電化区間を通し、ディーゼル機関車の牽引による函館地区に配置されている電車の回送列車も運転されている。
当線は長万部駅 - 東室蘭駅間と沼ノ端駅 - 岩見沢駅間が非電化であり、また当線に接続する幹線鉄道も札幌都市圏以外は非電化路線がほとんどであるため、当線を含む道内の貨物列車は海峡線及び道南いさりび鉄道線を除きすべてDF200形およびDD51形ディーゼル機関車が牽引する。DD51形の定期運用は2014年（平成26年）4月1日で終了した。なお、当線の貨物駅はすべて電化区間上にあるが、貨物駅構内は着発線を含めすべて非電化である。

### 地域輸送
おおむね、「長万部駅 - 東室蘭駅間」・「東室蘭駅 - 室蘭駅間」・「東室蘭駅 - 苫小牧駅間」・「苫小牧駅 - 岩見沢駅間」に運行系統が分かれている。全線を直通する普通列車は存在しない。

#### 長万部駅 - 東室蘭駅間

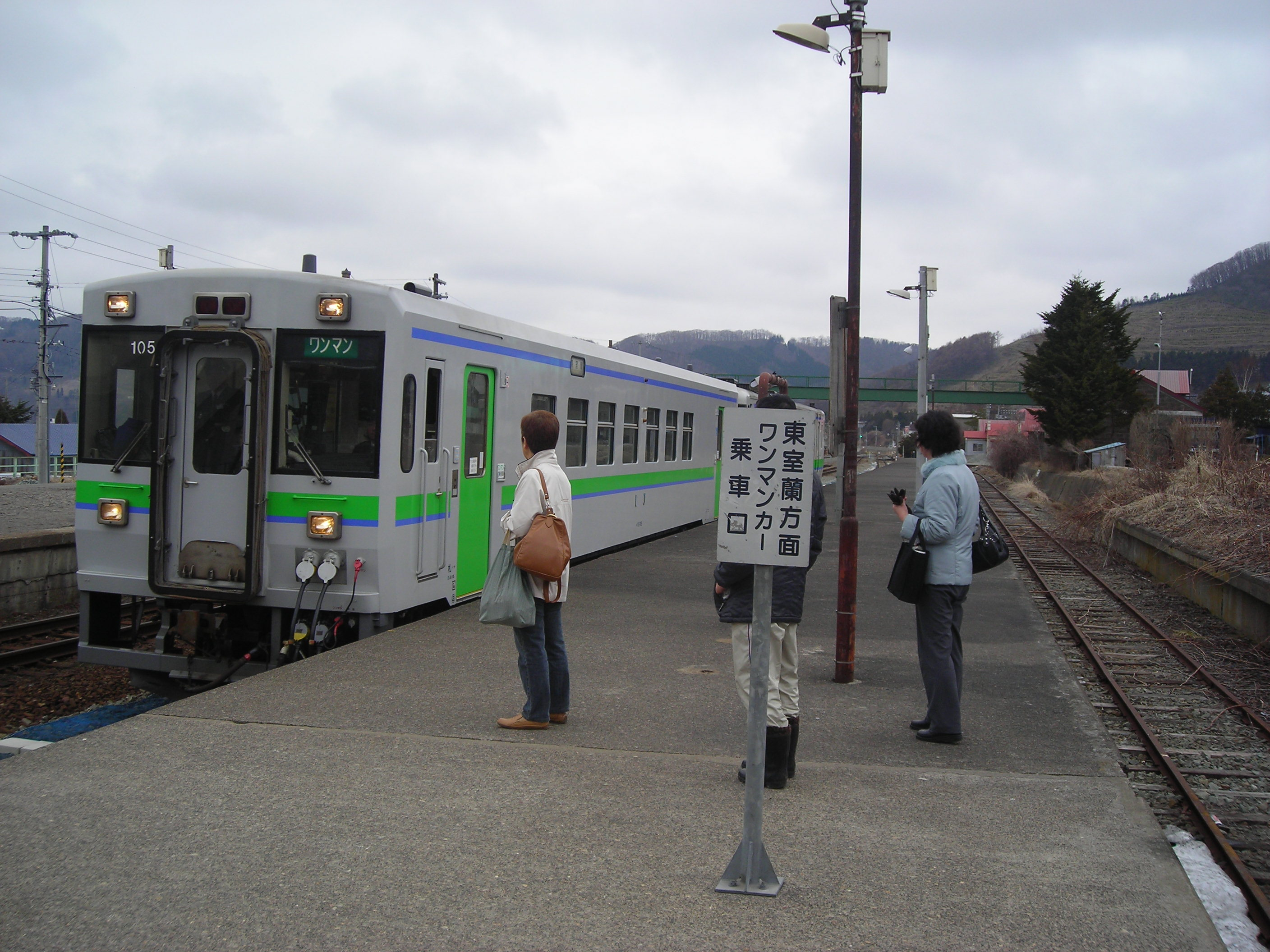
東室蘭行2両編成普通列車（豊浦駅にて撮影）

長万部駅 - 東室蘭駅間では、この区間を直通する列車のほか、豊浦駅・伊達紋別駅で東室蘭方面へ折り返す区間列車がある。小幌駅は通過する列車がある。一部の列車は東室蘭駅で進行方向を変え、室蘭駅まで運行される。朝の下り2本（長万部発苫小牧行き、豊浦発登別行き）のみ東室蘭以東へ直通する。普通列車はワンマン運転を行っている。この区間は普通列車の本数が極めて少なく（特に長万部駅 - 豊浦駅間）､ 特急の運行が多い。1980年（昭和55年）の沼ノ端駅 - 室蘭駅間の電化以降も非電化で、一部区間で単線のままである。

#### 室蘭駅 - 東室蘭駅 - 苫小牧駅間
室蘭駅 - 東室蘭駅間では、この区間のみの列車もあるが、登別方面の直通列車が多数乗り入れるほか、一部の列車は東室蘭駅で進行方向を変えて伊達紋別方面と直通する。また特急「すずらん」（過去には急行「ちとせ」）がこの区間では各駅に停車し、区間列車を補完している。普通列車の一部はH100形気動車を使用しているが、大半の列車で737系電車が充当される。
東室蘭駅 - 苫小牧駅間では、この区間を直通する列車のほか、登別駅で東室蘭方面へ折り返す区間列車や、萩野駅・糸井駅で苫小牧方面へ折り返す区間列車がある。苫小牧駅を越えて運行される列車は、千歳線直通の札幌駅発着列車が1往復あるほか、糸井駅発着の1往復が追分方面へ直通する。このほか、2024年（令和6年）3月16日のダイヤ改正より、千歳駅発着列車が新たに設定された。
2012年（平成24年）10月26日までは、苫小牧駅発着の東室蘭・室蘭方面の普通列車は大半が電車（711系）での運行であったが、翌27日のダイヤ改正で気動車列車に置き換えとなり、東室蘭駅 - 室蘭駅間の特急形車両を使用したものを除くと苫小牧駅 - 室蘭駅間の普通列車はすべて気動車によるワンマン運転となった。このため電化設備を有しているにもかかわらず、特急「すずらん」を除いて気動車による運転が長らく続いた。
2023年（令和5年）5月20日より、同日の時刻修正から苫小牧駅 - 室蘭駅間の普通列車において737系が導入され、電車による普通列車の運行が復活した。従前の711系とは異なり、ワンマン運転にも対応している。

#### 苫小牧駅 - 岩見沢駅間
苫小牧駅 - 岩見沢駅間は、かつては内陸部の産炭地から太平洋岸の港まで石炭を運び出すための路線として重要視されており、運炭列車のために重軌条化された複線区間であった。石炭産業が衰退してからは、札幌を通らないことや、栗山駅で接続していた夕張鉄道の廃線に伴い、普通列車のみの運転であり、沼ノ端駅以東では3時間以上間隔の開く時間帯もある。沼ノ端駅で千歳線と直通する列車をのぞき、ワンマン運転である。その一方で、本州・道南方面と道北・道東方面を結ぶ貨物列車や貸切列車は、距離を短縮しつつ運行本数の多い札幌圏を避けられるルートとしてこの区間を活用している。また、一時期は観光シーズンに札幌駅 - 富良野駅を結ぶ臨時列車が新千歳空港駅利用者の便を図り、南千歳駅 -（石勝線）- 追分駅 - 岩見沢駅という経路で運行されたこともあった。戦前においては、一時期、函館駅と稚内駅を結ぶ急行列車（樺太連絡の使命があった）が函館本線経由ではなく、長万部駅から岩見沢駅まで室蘭本線経由で運行されたこともある。2021年1月、この区間を介して新千歳空港駅 - 旭川駅に特急列車を運行する構想を、新千歳空港を運営する北海道エアポートとともに検討している事が報じられた。
この区間では、1975年（昭和50年）12月14日に国鉄最後の蒸気機関車牽引による定期旅客列車（室蘭発岩見沢行き、225列車）が運行された。牽引機には鉄道博物館に収蔵されているC57形135号機が充当された。
大部分が複線のままであるが、栗山駅 - 栗丘駅間は1990年（平成2年）4月に下り線のある栗山トンネルの明かり区間の一部が上部の法面と共に崩落したため、そのまま廃止、単線化された。踏切などでレールが撤去されているが、大半は道床・レールともにそのまま残されている。現在使われている新栗山トンネルは、下り線とやや離れた位置に、上り線用の単線トンネルとして1969年（昭和44年）に開通したものである。
志文駅 - 岩見沢駅間は、開通当初からの距離の短い線路（旧旅客線）と、旧・岩見沢操車場を通る1961年（昭和36年）に完成した距離の長い貨物線が、それぞれ双方向運転が可能な単線として併存していた（単線並列区間）。旧旅客線は志文駅からまっすぐ北上して岩見沢駅近傍で旧国道12号（4条通、現道道6号区間）と踏切で交差していたため、同国道及び市内道路交通のボトルネックとなっていた。一方旧貨物線は、志文駅から一旦北西方向へ向きを変え、函館本線上幌向駅近くまで広がっていた操車場の南西端へ向かっていたため岩見沢市街外側の農地を通っており、かつ、国道12号を立体交差で越えていた。市街地の分断解消と市内交通の円滑化を図る目的で、休止中の貨物線を1994年（平成6年）11月に復活のうえ旅客線に転用、本来の線路（旧旅客線）は廃止され、再び単線となった。廃線跡の一部は室蘭本線跡地緑地となっている。

## 使用車両

### 現在の使用車両

#### 特急列車
- 気動車
  - キハ261系：特急「北斗」
- 電車
  - 785系：特急「すずらん」
  - 789系：特急「すずらん」

#### 普通列車
長万部駅 - 東室蘭駅 - 苫小牧駅 - 岩見沢駅間および室蘭駅 - 東室蘭駅間で運用される気動車及び電車のみワンマン運転対応。
- 電車
  - 721系、731系、733系、735系
これらは千歳線直通列車であり、同線からの乗り入れ区間である苫小牧駅 - 沼ノ端駅間のみで見られる。
  - 737系[報道 18][報道 17][報道 15]
室蘭駅 - 東室蘭駅 - 沼ノ端駅間の普通列車で使用されている。一部は千歳線へ直通する。
- 気動車
  - キハ40形
糸井駅 - 岩見沢駅間の普通列車で使用されている。かつては室蘭駅 - 東室蘭駅 - 糸井駅間の普通列車でも使用されており、日高本線色の車両も運用されていたが、2021年3月13日の同区間でのH100形の投入に伴い、営業運転から撤退した[23]。
  - キハ150形
糸井駅 - 岩見沢駅間の普通列車で使用されている。かつては苫小牧駅 - 岩見沢駅間では使用されていなかった。かつては室蘭駅 - 東室蘭駅 - 糸井駅間の普通列車でも使用されていたが、2021年3月13日の同区間でのH100形の投入に伴い、営業運転から撤退した[23]。
  - H100形[報道 19][報道 20]
長万部駅 - 東室蘭駅間・室蘭駅 - 苫小牧駅間の普通列車で使用されている。一部は石勝線送り込み回送列車として、追分駅 - 苫小牧駅間で運転されている。

### 過去の使用車両

#### 特急列車
- 気動車
  - キハ82系：特急「エルム」・「北斗」
  - キハ183系：特急「北斗」
  - キハ281系：特急「スーパー北斗・北斗」
  - キハ283系：特急「スーパー北斗」
- 電車
  - 781系：L特急「ライラック」・「ホワイトアロー」
- 客車
  - E26系：寝台特急「カシオペア」
  - 24系：寝台特急「北斗星」・「トワイライトエクスプレス」

#### 急行・準急列車など
- 気動車
  - キハ21形：急行「ひだか」、準急「えりも」
  - キハ22形：急行「すずらん」・「ちとせ」・「とうや」・「すずらん」・「日高」・「いぶり」、準急「えりも」
  - キハ27形：急行「とうや」
  - キハ55形：急行「すずらん」、準急「ちとせ」
  - キハ56形：急行「すずらん」・「ちとせ」・「アカシヤ」・「日高」・「えりも」、快速「ミッドナイト」
  - キハ40形：急行「えりも」
  - キハ400形・キハ480形：急行「ちとせ」
- 客車
  - スハ43系：急行「石狩」・「たるまえ」
  - 14系：急行「はまなす」
  - 24系：急行「はまなす」

#### 普通列車
- 電車
  - 711系
室蘭駅 - 東室蘭駅 - 苫小牧駅間の普通列車に使用された。2012年10月26日まで千歳線直通列車にも使用されていたため、一部は苫小牧駅 - 沼ノ端駅間でも運転されていた。
- 気動車
  - キハ143形
室蘭駅 - 東室蘭駅 - 苫小牧駅間の普通列車に使用された。千歳線直通列車にも使用されていたため、一部は苫小牧駅 - 沼ノ端駅間でも運転されていたが、2023年5月20日の同区間での737系の投入に伴い、営業運転から撤退した[報道 17]。

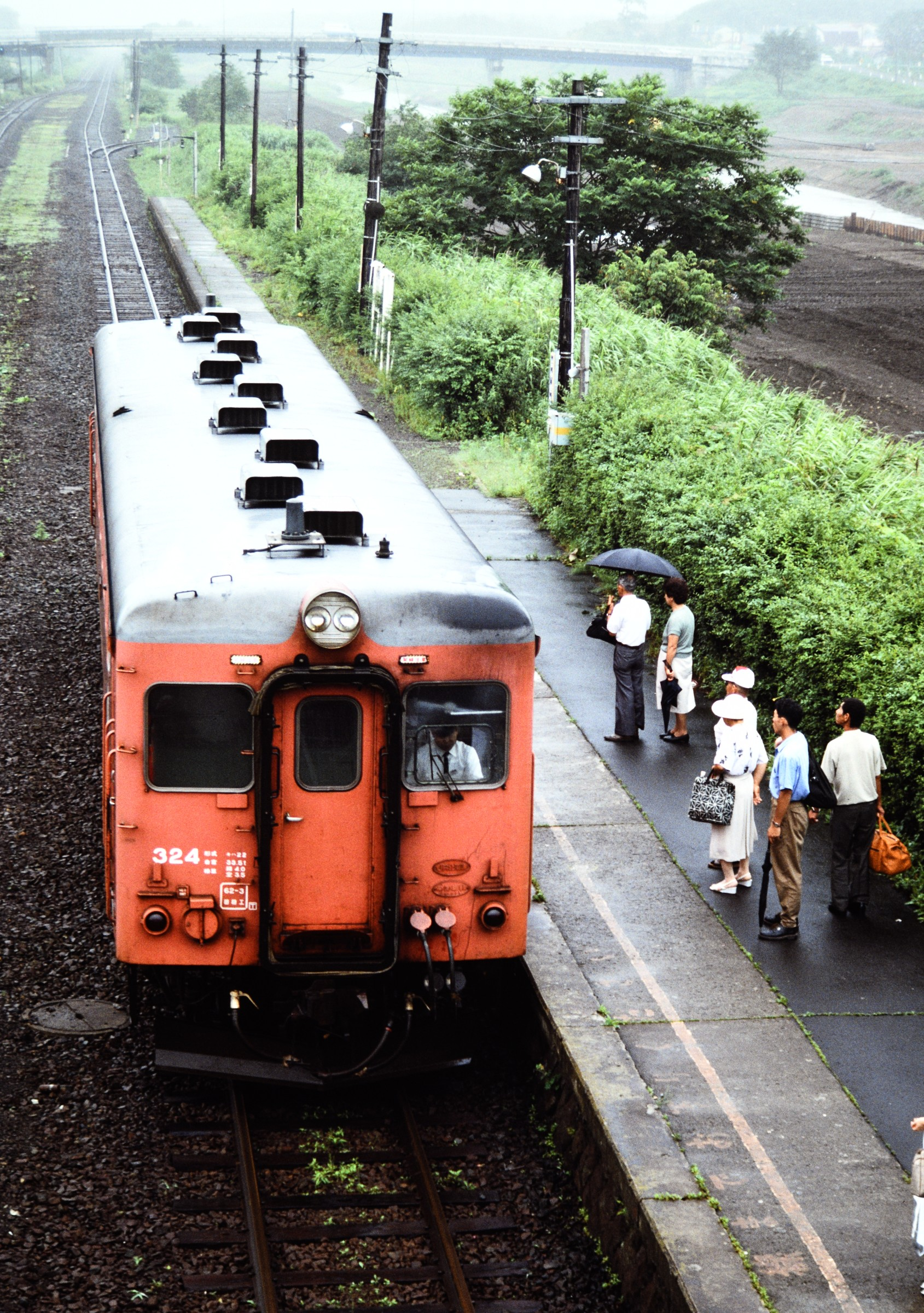
早来駅に到着するキハ22 324単行の岩見沢行普通列車（1988年）
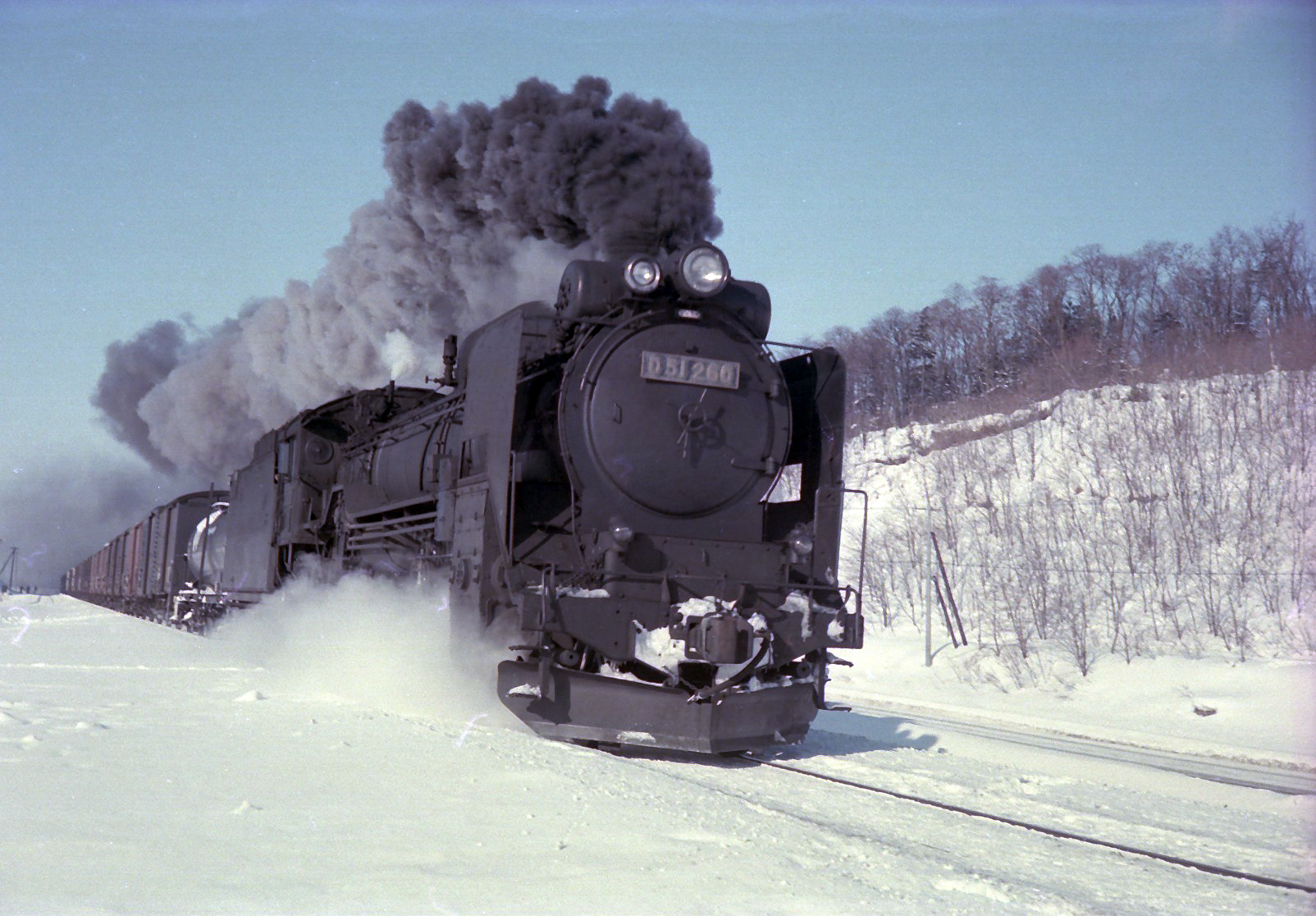
D51 260牽引の貨物列車（1974年頃）

## データ

### 路線データ
- 管轄（事業種別）・区間（営業キロ）
  - 北海道旅客鉄道（第一種鉄道事業者）
    1. 長万部駅 - 追分駅 - 岩見沢駅間 211.0 km
    2. 東室蘭駅 - 室蘭駅間 7.0 km
      - 長万部駅 - 礼文駅間が北海道旅客鉄道函館支社、大岸駅 - 岩見沢駅間および東室蘭駅 - 室蘭駅間が本社鉄道事業本部の管轄である。

  - 日本貨物鉄道（第二種鉄道事業者）
    1. 長万部駅 - 追分駅 - 岩見沢駅間 (211.0 km)
- 駅数：49駅（起終点駅含む）[注釈 1]
  - 旅客駅：47駅
  - 貨物駅：2駅（旅客併設駅除く）
- 信号場数：1か所
- 軌間：1,067 mm（狭軌）
- 複線区間：総計176.7 km（単線・複線の別は駅一覧も参照）
  - 長万部駅 - 洞爺駅間 41.5 km
  - 有珠駅 - 長和駅間 4.9 km
  - 稀府駅 - 三川駅間 118.2 km
  - 由仁駅 - 栗山駅間 5.1 km
  - 東室蘭駅 - 室蘭駅間 7.0 km
- 電化区間：室蘭駅 - 沼ノ端駅間 74.9 km（交流20,000 V・50 Hz）
- 閉塞方式：自動閉塞式（CTC・PRC）
- 最高速度：
  - 120 km/h（長万部駅 - 沼ノ端駅[報道 11][報道 12]）
  - 95 km/h（室蘭駅 - 東室蘭駅）
  - 85 km/h（沼ノ端駅 - 岩見沢駅）
- 保安装置：
  - ATS-DN …東室蘭駅 - 沼ノ端駅間
  - ATS-SN …上記以外の区間

### 輸送密度
区間ごとの輸送密度は以下の通り。
苫小牧駅 - 沼ノ端駅間については、実質的に一体化した運用を行っている千歳線（沼ノ端駅 - 白石駅間）と総合して計算したデータが発表されている。
また、2014年（平成26年）度は室蘭駅 - 東室蘭駅間と東室蘭駅 - 苫小牧駅間をそれぞれ別々に計算したデータが公表されたが、2015年（平成27年）度は室蘭駅 - 東室蘭駅 - 苫小牧駅間を総合したデータが公表された。
| 年度                 | 輸送密度（人/日）     | 輸送密度（人/日）   | 輸送密度（人/日）     | 輸送密度（人/日）              | 輸送密度（人/日）     | 備考                                                                   | 出典                    |
| 年度                 | 長万部駅 - 東室蘭駅間 | 室蘭駅 - 苫小牧駅間 | 室蘭駅 - 苫小牧駅間   | 苫小牧駅 - 沼ノ端駅 - 白石駅間 | 沼ノ端駅 - 岩見沢駅間 | 備考                                                                   | 出典                    |
| 年度                 | 長万部駅 - 東室蘭駅間 | 室蘭駅 - 東室蘭駅間 | 東室蘭駅 - 苫小牧駅間 | 苫小牧駅 - 沼ノ端駅 - 白石駅間 | 沼ノ端駅 - 岩見沢駅間 | 備考                                                                   | 出典                    |
| -------------------- | --------------------- | ------------------- | --------------------- | ------------------------------ | --------------------- | ---------------------------------------------------------------------- | ----------------------- |
| 1975年（昭和50年）度 |                       |                     |                       | 「千歳線#輸送密度」を参照      | 2,508                 |                                                                        | [ 報道 23 ]             |
| 1980年（昭和55年）度 |                       |                     |                       | 「千歳線#輸送密度」を参照      | 1,838                 |                                                                        | [ 報道 23 ]             |
| 1984年（昭和59年）度 | 5,970                 |                     |                       | 「千歳線#輸送密度」を参照      | 1,479                 | 室蘭駅 - 沼ノ端駅間は9,440                                             | [ 新聞 16 ]             |
| 1985年（昭和60年）度 |                       |                     |                       | 「千歳線#輸送密度」を参照      | 1,463                 |                                                                        | [ 報道 23 ]             |
| 1987年（昭和62年）度 |                       |                     |                       | 「千歳線#輸送密度」を参照      | 1,629                 |                                                                        | [ 報道 23 ]             |
| 1988年（昭和63年）度 |                       |                     |                       | 「千歳線#輸送密度」を参照      | 1,489                 |                                                                        | [ 報道 23 ]             |
| 1989年（平成元年）度 |                       |                     |                       | 「千歳線#輸送密度」を参照      | 1,444                 |                                                                        | [ 報道 23 ]             |
| 1990年（平成02年）度 |                       |                     |                       | 「千歳線#輸送密度」を参照      | 1,543                 |                                                                        | [ 報道 23 ]             |
| 1991年（平成03年）度 |                       |                     |                       | 「千歳線#輸送密度」を参照      | 1,499                 |                                                                        | [ 報道 23 ]             |
| 1992年（平成04年）度 |                       |                     |                       | 「千歳線#輸送密度」を参照      | 1,353                 |                                                                        | [ 報道 23 ]             |
| 1993年（平成05年）度 |                       |                     |                       | 「千歳線#輸送密度」を参照      | 1,320                 |                                                                        | [ 報道 23 ]             |
| 1994年（平成06年）度 |                       |                     |                       | 「千歳線#輸送密度」を参照      | 1,223                 |                                                                        | [ 報道 23 ]             |
| 1995年（平成07年）度 |                       |                     |                       | 「千歳線#輸送密度」を参照      | 1,111                 |                                                                        | [ 報道 23 ]             |
| 1996年（平成08年）度 |                       |                     |                       | 「千歳線#輸送密度」を参照      | 987                   |                                                                        | [ 報道 23 ]             |
| 1997年（平成09年）度 |                       |                     |                       | 「千歳線#輸送密度」を参照      | 878                   |                                                                        | [ 報道 23 ]             |
| 1998年（平成10年）度 |                       |                     |                       | 「千歳線#輸送密度」を参照      | 827                   |                                                                        | [ 報道 23 ]             |
| 1999年（平成11年）度 |                       |                     |                       | 「千歳線#輸送密度」を参照      | 737                   |                                                                        | [ 報道 23 ]             |
| 2000年（平成12年）度 |                       |                     |                       | 「千歳線#輸送密度」を参照      | 670                   |                                                                        | [ 報道 23 ]             |
| 2001年（平成13年）度 |                       |                     |                       | 「千歳線#輸送密度」を参照      | 674                   |                                                                        | [ 報道 23 ]             |
| 2002年（平成14年）度 |                       |                     |                       | 「千歳線#輸送密度」を参照      | 626                   |                                                                        | [ 報道 23 ]             |
| 2003年（平成15年）度 |                       |                     |                       | 「千歳線#輸送密度」を参照      | 629                   |                                                                        | [ 報道 23 ]             |
| 2004年（平成16年）度 |                       |                     |                       | 「千歳線#輸送密度」を参照      | 626                   |                                                                        | [ 報道 23 ]             |
| 2005年（平成17年）度 |                       |                     |                       | 「千歳線#輸送密度」を参照      | 595                   |                                                                        | [ 報道 23 ]             |
| 2006年（平成18年）度 |                       |                     |                       | 「千歳線#輸送密度」を参照      | 661                   |                                                                        | [ 報道 23 ]             |
| 2007年（平成19年）度 |                       |                     |                       | 「千歳線#輸送密度」を参照      | 613                   |                                                                        | [ 報道 23 ]             |
| 2008年（平成20年）度 |                       |                     |                       | 「千歳線#輸送密度」を参照      | 590                   |                                                                        | [ 報道 23 ]             |
| 2009年（平成21年）度 |                       |                     |                       | 「千歳線#輸送密度」を参照      | 576                   |                                                                        | [ 報道 23 ]             |
| 2010年（平成22年）度 |                       |                     |                       | 「千歳線#輸送密度」を参照      | 570                   |                                                                        | [ 報道 23 ]             |
| 2011年（平成13年）度 |                       |                     |                       | 「千歳線#輸送密度」を参照      | 540                   |                                                                        | [ 報道 23 ]             |
| 2012年（平成24年）度 |                       |                     |                       | 「千歳線#輸送密度」を参照      | 557                   |                                                                        | [ 報道 23 ]             |
| 2013年（平成25年）度 |                       |                     |                       | 「千歳線#輸送密度」を参照      | 532                   |                                                                        | [ 報道 23 ]             |
| 2014年（平成26年）度 | 5,022                 | 1,342               | 7,736                 | 「千歳線#輸送密度」を参照      | 516                   |                                                                        | [ 報道 23 ] [ 報道 24 ] |
| 2015年（平成27年）度 | 5,106                 | 1,366               | 7,983                 | 「千歳線#輸送密度」を参照      | 500                   |                                                                        | [ 報道 23 ] [ 報道 25 ] |
| 2015年（平成27年）度 | 5,106                 | 7,270               |                       | 「千歳線#輸送密度」を参照      | 500                   |                                                                        | [ 報道 23 ] [ 報道 25 ] |
| 2016年（平成28年）度 | 5,424                 | 7,161               | 7,161                 | 「千歳線#輸送密度」を参照      | 477                   | 台風10号による影響を除くため、9 - 12月を除いた数値                     | [ 報道 23 ] [ 報道 26 ] |
| 2016年（平成28年）度 | 5,279                 | 7,067               | 7,067                 | 「千歳線#輸送密度」を参照      | 484                   | 9 - 12月を含む数値                                                     | [ 報道 23 ] [ 報道 26 ] |
| 2017年（平成29年）度 | 4,858                 | 6,850               | 6,850                 | 「千歳線#輸送密度」を参照      | 439                   | 同年度分より集計方法見直し                                             | [ 報道 27 ]             |
| 2018年（平成30年）度 | 4,804                 | 6,764               | 6,764                 | 「千歳線#輸送密度」を参照      | 412                   |                                                                        | [ 報道 28 ]             |
| 2019年（令和元年）度 | 4,466                 | 6,310               | 6,310                 | 「千歳線#輸送密度」を参照      | 388                   | 新型コロナウイルス感染症（COVID-19）の拡大の影響等により、前年度比減少 | [ 報道 29 ]             |
| 2020年（令和02年）度 | 1,924                 | 3,166               | 3,166                 | 「千歳線#輸送密度」を参照      | 305                   | COVID-19の影響により、前年度比大幅減少                                 | [ 報道 30 ]             |
| 2021年（令和03年）度 | 2,197                 | 3,467               | 3,467                 | 「千歳線#輸送密度」を参照      | 300                   |                                                                        | [ 報道 31 ]             |
| 2022年（令和04年）度 | 3,551                 | 5,026               | 5,026                 | 「千歳線#輸送密度」を参照      | 326                   |                                                                        | [ 報道 32 ]             |
| 2023年（令和05年）度 | 3,927                 | 5,743               | 5,743                 | 「千歳線#輸送密度」を参照      | 325                   |                                                                        | [ 報道 33 ]             |

### 収支・営業係数
区間ごとの収支（営業収益、営業費用、営業損益）と営業係数は以下の通り。いずれも管理費を含めた金額である。▲はマイナスを意味する。
苫小牧駅 - 沼ノ端駅間については、札幌圏各線と合算したデータのみが公表されている（千歳線#収支・営業係数を参照）。前述の輸送密度とは異なり、苫小牧駅 - 沼ノ端駅 - 白石駅間のみの収支・営業係数は公表されていない。
2014年（平成26年）度は室蘭駅 - 東室蘭駅間と東室蘭駅 - 苫小牧駅間をそれぞれ別々に計算したデータが公表されたが、2015年（平成27年）度は室蘭駅 - 東室蘭駅 - 苫小牧駅間を総合したデータが公表された。
| 年度                 | 収支（百万円） | 収支（百万円） | 収支（百万円） | 営業係数 （円） | 備考                                                                             | 出典        |
| 年度                 | 営業収益       | 営業費用       | 営業損益       | 営業係数 （円） | 備考                                                                             | 出典        |
| -------------------- | -------------- | -------------- | -------------- | --------------- | -------------------------------------------------------------------------------- | ----------- |
| 2014年（平成26年）度 | 2,836          | 3,833          | ▲997           | 135             |                                                                                  | [ 報道 21 ] |
| 2015年（平成27年）度 | 2,969          | 3,414          | ▲444           | 115             |                                                                                  | [ 報道 22 ] |
| 2016年（平成28年）度 | 3,068          | 4,383          | ▲1,315         | 143             |                                                                                  | [ 報道 34 ] |
| 2017年（平成29年）度 | 3,016          | 4,615          | ▲1,599         | 153             | 同年度分より集計方法見直し                                                       | [ 報道 27 ] |
| 2018年（平成30年）度 | 2,931          | 4,575          | ▲1,645         | 156             |                                                                                  | [ 報道 28 ] |
| 2019年（令和元年）度 | 2,809          | 4,567          | ▲1,757         | 163             |                                                                                  | [ 報道 29 ] |
| 2020年（令和02年）度 | 1,248          | 4,158          | ▲2,910         | 333             | 新型コロナウイルス感染症（COVID-19）の影響による営業収益減少に伴い、前年度比拡大 | [ 報道 30 ] |
| 2021年（令和03年）度 | 1,396          | 4,182          | ▲2,786         | 300             |                                                                                  | [ 報道 31 ] |
| 2022年（令和04年）度 | 2,130          | 4,514          | ▲2,383         | 212             |                                                                                  | [ 報道 32 ] |
| 2023年（令和05年）度 | 2,559          | 4,592          | ▲2,033         | 179             |                                                                                  | [ 報道 33 ] |

| 年度                 | 区間                  | 収支（百万円） | 収支（百万円） | 収支（百万円） | 営業係数 （円） | 備考                                                                             | 出典                    |
| 年度                 | 区間                  | 営業収益       | 営業費用       | 営業損益       | 営業係数 （円） | 備考                                                                             | 出典                    |
| -------------------- | --------------------- | -------------- | -------------- | -------------- | --------------- | -------------------------------------------------------------------------------- | ----------------------- |
| 2014年（平成26年）度 | 室蘭駅 - 東室蘭駅間   | 91             | 404            | ▲313           | 445             |                                                                                  | [ 報道 21 ] [ 報道 22 ] |
| 2014年（平成26年）度 | 東室蘭駅 - 苫小牧駅間 | 3,113          | 4,769          | ▲1,656         | 153             |                                                                                  | [ 報道 21 ] [ 報道 22 ] |
| 2014年（平成26年）度 | 全体                  | 3,204          | 5,173          | ▲1,969         | 161             |                                                                                  | [ 報道 21 ] [ 報道 22 ] |
| 2015年（平成27年）度 | 2015年（平成27年）度  | 3,338          | 5,221          | ▲1,882         | 156             |                                                                                  | [ 報道 22 ]             |
| 2016年（平成28年）度 | 2016年（平成28年）度  | 3,388          | 6,218          | ▲2,830         | 184             |                                                                                  | [ 報道 34 ]             |
| 2017年（平成29年）度 | 2017年（平成29年）度  | 3,428          | 5,799          | ▲2,371         | 169             | 同年度分より集計方法見直し                                                       | [ 報道 27 ]             |
| 2018年（平成30年）度 | 2018年（平成30年）度  | 3,342          | 5,816          | ▲2,474         | 174             |                                                                                  | [ 報道 28 ]             |
| 2019年（令和元年）度 | 2019年（令和元年）度  | 3,243          | 5,991          | ▲2,748         | 185             |                                                                                  | [ 報道 29 ]             |
| 2020年（令和02年）度 | 2020年（令和02年）度  | 1,607          | 5,328          | ▲3,721         | 332             | 新型コロナウイルス感染症（COVID-19）の影響による営業収益減少に伴い、前年度比拡大 | [ 報道 30 ]             |
| 2021年（令和03年）度 | 2021年（令和03年）度  | 1,761          | 5,161          | ▲3,400         | 293             |                                                                                  | [ 報道 31 ]             |
| 2022年（令和04年）度 | 2022年（令和04年）度  | 2,574          | 5,371          | ▲2,797         | 209             |                                                                                  | [ 報道 32 ]             |
| 2023年（令和05年）度 | 2023年（令和05年）度  | 3,134          | 5,767          | ▲2,633         | 184             |                                                                                  | [ 報道 33 ]             |

| 年度                 | 収支（百万円） | 収支（百万円） | 収支（百万円） | 営業係数 （円） | 備考                                                                             | 出典        |
| 年度                 | 営業収益       | 営業費用       | 営業損益       | 営業係数 （円） | 備考                                                                             | 出典        |
| -------------------- | -------------- | -------------- | -------------- | --------------- | -------------------------------------------------------------------------------- | ----------- |
| 2014年（平成26年）度 | 124            | 1,255          | ▲1,130         | 1,011           |                                                                                  | [ 報道 21 ] |
| 2015年（平成27年）度 | 129            | 1,246          | ▲1,117         | 965             |                                                                                  | [ 報道 22 ] |
| 2016年（平成28年）度 | 122            | 1,390          | ▲1,267         | 1,137           |                                                                                  | [ 報道 34 ] |
| 2017年（平成29年）度 | 123            | 1,357          | ▲1,233         | 1,101           | 同年度分より集計方法見直し                                                       | [ 報道 27 ] |
| 2018年（平成30年）度 | 117            | 1,346          | ▲1,228         | 1,146           |                                                                                  | [ 報道 28 ] |
| 2019年（令和元年）度 | 121            | 1,228          | ▲1,108         | 1,017           |                                                                                  | [ 報道 29 ] |
| 2020年（令和02年）度 | 90             | 1,251          | ▲1,161         | 1,396           | 新型コロナウイルス感染症（COVID-19）の影響による営業収益減少に伴い、前年度比拡大 | [ 報道 30 ] |
| 2021年（令和03年）度 | 91             | 1,174          | ▲1,082         | 1,287           |                                                                                  | [ 報道 31 ] |
| 2022年（令和04年）度 | 100            | 1,170          | ▲1,069         | 1,166           |                                                                                  | [ 報道 32 ] |
| 2023年（令和05年）度 | 100            | 1,191          | ▲1,090         | 1,189           |                                                                                  | [ 報道 33 ] |

### 存廃問題
2016年（平成28年）11月18日、JR北海道は厳しい経営状況を理由に「自社単独で維持することが困難な路線」として、10路線13区間を発表した。室蘭本線のうち、沼ノ端駅 - 長万部駅間、東室蘭駅 - 室蘭駅間はJR北海道単独で維持が可能としている。一方、岩見沢駅 - 沼ノ端駅間は『自社単独では老朽土木構造物の更新を含め「安全な鉄道サービス」を持続的に維持するための費用を確保できない線区』とされ、今後は経費節減や運賃値上げ、利用促進策、上下分離方式への転換などを軸に沿線自治体と協議する予定である。

## 駅一覧
- 一部の駅を除き駅ナンバリングが設定されているが、駅ナンバリング順ではなく、下り方向に記述。駅ナンバリングの詳細については「北海道旅客鉄道の駅ナンバリング・区間カラー」を参照。
- 駅名…（貨）：貨物専用駅、◆・◇：貨物取扱駅（貨物専用駅を除く。◇は定期貨物列車の発着なし）
- 全駅北海道内に所在

### 本線
- 停車駅
  - 普通列車は、基本的にすべての旅客駅に停車するが、一部列車は小幌駅（▽印）を通過する。
  - 特急「北斗 (列車)」「すずらん (列車)」の停車駅は各列車記事参照。
- 線路 … ||：複線区間、◇・｜：単線区間（◇は列車交換可能）、∨：ここより下は単線、∧：ここより下は複線（岩見沢駅は路線終点、列車交換可能）

#### 長万部駅 - 東室蘭駅間
- この区間は非電化（ただし、東室蘭駅構内のみ交流電化）

| 駅番号 | 駅名           | 営業キロ | 営業キロ | 接続路線・備考                              | 線路 | 所在地   | 所在地          | 所在地          |
| 駅番号 | 駅名           | 駅間     | 累計     | 接続路線・備考                              | 線路 | 所在地   | 所在地          | 所在地          |
| ------ | -------------- | -------- | -------- | ------------------------------------------- | ---- | -------- | --------------- | --------------- |
| H47    | 長万部駅       | -        | 0.0      | 北海道旅客鉄道：■函館本線                   | \|\| | 渡島管内 | 山越郡 長万部町 | 山越郡 長万部町 |
| H46    | 静狩駅         | 10.6     | 10.6     |                                             | \|\| | 渡島管内 | 山越郡 長万部町 | 山越郡 長万部町 |
| H45    | 小幌駅▽        | 6.9      | 17.5     |                                             | \|\| | 胆振管内 | 虻田郡          | 豊浦町          |
| H44    | 礼文駅         | 6.1      | 23.6     |                                             | \|\| | 胆振管内 | 虻田郡          | 豊浦町          |
| H43    | 大岸駅         | 4.1      | 27.7     |                                             | \|\| | 胆振管内 | 虻田郡          | 豊浦町          |
| H42    | 豊浦駅         | 8.4      | 36.1     |                                             | \|\| | 胆振管内 | 虻田郡          | 豊浦町          |
| H41    | 洞爺駅         | 5.4      | 41.5     |                                             | ∨    | 胆振管内 | 虻田郡          | 洞爺湖町        |
|        | 北入江信号場   | -        | 44.5     |                                             | ◇    | 胆振管内 | 虻田郡          | 洞爺湖町        |
| H40    | 有珠駅         | 5.1      | 46.6     |                                             | ∧    | 胆振管内 | 伊達市          | 伊達市          |
| H39    | 長和駅         | 4.9      | 51.5     |                                             | ∨    | 胆振管内 | 伊達市          | 伊達市          |
| H38    | 伊達紋別駅     | 3.0      | 54.5     |                                             | ◇    | 胆振管内 | 伊達市          | 伊達市          |
| H37    | 北舟岡駅       | 2.9      | 57.4     |                                             | ◇    | 胆振管内 | 伊達市          | 伊達市          |
| H36    | 稀府駅         | 3.2      | 60.6     |                                             | ∧    | 胆振管内 | 伊達市          | 伊達市          |
| H35    | 黄金駅         | 4.5      | 65.1     |                                             | \|\| | 胆振管内 | 伊達市          | 伊達市          |
| H34    | 崎守駅         | 2.2      | 67.3     |                                             | \|\| | 胆振管内 | 室蘭市          | 室蘭市          |
|        | （貨）陣屋町駅 | 2.4      | 69.7     |                                             | \|\| | 胆振管内 | 室蘭市          | 室蘭市          |
| H33    | 本輪西駅◆      | 3.0      | 72.7     |                                             | \|\| | 胆振管内 | 室蘭市          | 室蘭市          |
| H32    | 東室蘭駅       | 4.5      | 77.2     | 北海道旅客鉄道：■室蘭本線（支線・室蘭方面） | \|\| | 胆振管内 | 室蘭市          | 室蘭市          |

#### 東室蘭駅 - 苫小牧駅間
- 累計営業キロは長万部駅からのもの。
- この区間は複線・交流電化。
- 全駅が胆振管内に所在。

| 駅番号 | 駅名                                   | 営業キロ | 営業キロ | 接続路線・備考                              | 所在地        |
| 駅番号 | 駅名                                   | 駅間     | 累計     | 接続路線・備考                              | 所在地        |
| ------ | -------------------------------------- | -------- | -------- | ------------------------------------------- | ------------- |
| H32    | 東室蘭駅                               | -        | 77.2     | 北海道旅客鉄道：■室蘭本線（支線・室蘭方面） | 室蘭市        |
|        | （貨）東室蘭駅                         | 1.0      | 78.2     |                                             | 室蘭市        |
| H31    | 鷲別駅                                 | 0.9      | 79.1     |                                             | 登別市        |
| H30    | 幌別駅                                 | 7.7      | 86.8     |                                             | 登別市        |
| H29    | 富浦駅                                 | 5.5      | 92.3     |                                             | 登別市        |
| H28    | 登別駅                                 | 2.4      | 94.7     |                                             | 登別市        |
| H27    | 虎杖浜駅                               | 3.4      | 98.1     |                                             | 白老郡 白老町 |
| H26    | 竹浦駅                                 | 4.8      | 102.9    |                                             | 白老郡 白老町 |
| H25    | 北吉原駅                               | 2.8      | 105.7    |                                             | 白老郡 白老町 |
| H24    | 萩野駅◇                                | 2.1      | 107.8    |                                             | 白老郡 白老町 |
| H23    | 白老駅 （ウポポイ 民族共生象徴空間前） | 5.8      | 113.6    |                                             | 白老郡 白老町 |
| H22    | 社台駅                                 | 5.5      | 119.1    |                                             | 白老郡 白老町 |
| H21    | 錦岡駅                                 | 6.3      | 125.4    |                                             | 苫小牧市      |
| H20    | 糸井駅                                 | 5.2      | 130.6    |                                             | 苫小牧市      |
| H19    | 青葉駅                                 | 2.2      | 132.8    |                                             | 苫小牧市      |
| H18    | 苫小牧駅                               | 2.4      | 135.2    | 北海道旅客鉄道：日高本線                    | 苫小牧市      |

#### 苫小牧駅 - 岩見沢駅間
- 累計営業キロは長万部駅からのもの。
- ※：苫小牧駅 - 沼ノ端駅間ならびに岩見沢駅構内は交流電化。
- 苫小牧駅 - 苫小牧貨物駅間は三線で、室蘭本線用の複線（交流電化）と日高本線用の単線（非電化）を併設（ただし、日高本線の営業列車は専用の単線のみ使用）。
- 追分駅 - 三川駅間で千歳市内を通るが、同市内に駅はない。

| 電化方式 | 駅番号 | 駅名               | 営業キロ | 営業キロ | 接続路線・備考                 | 線路 | 所在地   | 所在地        | 所在地        |
| 電化方式 | 駅番号 | 駅名               | 駅間     | 累計     | 接続路線・備考                 | 線路 | 所在地   | 所在地        | 所在地        |
| -------- | ------ | ------------------ | -------- | -------- | ------------------------------ | ---- | -------- | ------------- | ------------- |
| ※        | H18    | 苫小牧駅           | -        | 135.2    | 北海道旅客鉄道：日高本線       | \|\| | 胆振管内 | 苫小牧市      | 苫小牧市      |
| ※        |        | （貨）苫小牧貨物駅 | 3.4      | 138.6    | （日高本線との施設上の分岐駅） | \|\| | 胆振管内 | 苫小牧市      | 苫小牧市      |
| ※        | H17    | 沼ノ端駅           | 5.4      | 144.0    | 北海道旅客鉄道：■千歳線        | \|\| | 胆振管内 | 苫小牧市      | 苫小牧市      |
| 非電化   |        | 遠浅駅             | 8.9      | 152.9    |                                | \|\| | 胆振管内 | 勇払郡 安平町 | 勇払郡 安平町 |
| 非電化   |        | 早来駅             | 5.4      | 158.3    |                                | \|\| | 胆振管内 | 勇払郡 安平町 | 勇払郡 安平町 |
| 非電化   |        | 安平駅             | 5.7      | 164.0    |                                | \|\| | 胆振管内 | 勇払郡 安平町 | 勇払郡 安平町 |
| 非電化   | K15    | 追分駅             | 6.8      | 170.8    | 北海道旅客鉄道：■石勝線        | \|\| | 胆振管内 | 勇払郡 安平町 | 勇払郡 安平町 |
| 非電化   |        | 三川駅             | 8.0      | 178.8    |                                | ∨    | 空知管内 | 夕張郡        | 由仁町        |
| 非電化   |        | 古山駅             | 3.4      | 182.2    |                                | ◇    | 空知管内 | 夕張郡        | 由仁町        |
| 非電化   |        | 由仁駅             | 4.2      | 186.4    |                                | ∧    | 空知管内 | 夕張郡        | 由仁町        |
| 非電化   |        | 栗山駅             | 5.1      | 191.5    |                                | ∨    | 空知管内 | 夕張郡        | 栗山町        |
| 非電化   |        | 栗丘駅             | 4.2      | 195.7    |                                | ｜   | 空知管内 | 岩見沢市      | 岩見沢市      |
| 非電化   |        | 栗沢駅             | 3.9      | 199.6    |                                | ｜   | 空知管内 | 岩見沢市      | 岩見沢市      |
| 非電化   |        | 志文駅             | 4.3      | 203.9    |                                | ◇    | 空知管内 | 岩見沢市      | 岩見沢市      |
| ※        | A13    | 岩見沢駅           | 7.1      | 211.0    | 北海道旅客鉄道：■函館本線      | ∧    | 空知管内 | 岩見沢市      | 岩見沢市      |

1. ↑  千歳線との分岐は沼ノ端駅だが、列車はすべて苫小牧方面へ乗り入れる

### 支線
- 正式には東室蘭駅が起点である。
- 全区間複線・交流電化
- 全列車が全駅に停車（特急「すずらん」の全停車駅は、列車記事を参照）
- 全駅（胆振管内）室蘭市内に所在

| 駅番号 | 駅名     | 営業キロ | 営業キロ | 接続路線                          |
| 駅番号 | 駅名     | 駅間     | 累計     | 接続路線                          |
| ------ | -------- | -------- | -------- | --------------------------------- |
| M36    | 室蘭駅   | -        | 0.0      |                                   |
| M35    | 母恋駅   | 1.1      | 1.1      |                                   |
| M34    | 御崎駅   | 1.7      | 2.8      |                                   |
| M33    | 輪西駅   | 1.9      | 4.7      |                                   |
| H32    | 東室蘭駅 | 2.3      | 7.0      | 北海道旅客鉄道：■室蘭本線（本線） |

### 廃駅
廃止区間内にあったものを除く。括弧内は長万部駅からの営業キロ。
- 旭浜駅：2006年（平成18年）3月18日廃止[報道 1]。長万部駅 - 静狩駅間 (5.3 km)
- 鳥伏信号場：1947年（昭和22年）11月1日廃止。小幌駅 - 礼文駅間 (20.6 km)
- 豊泉駅：1968年（昭和43年）5月15日廃止[8][15]。大岸駅 - 豊浦駅間 (30.9 km)
- 一本松信号所：1917年（大正6年）6月1日新設、1920年（大正9年）8月7日廃止。苫小牧駅 - 沼ノ端駅間
- 一本松臨時信号場：1961年（昭和36年）10月1日新設、1963年（昭和38年）廃止。苫小牧駅 - 沼ノ端駅間

### 廃止区間
貨物支線（1985年（昭和60年）3月14日廃止）
室蘭駅 - 西室蘭駅 (1.4 km)

### 過去の接続路線
- 虻田駅（現在の洞爺駅）：洞爺湖電気鉄道 - 1941年5月29日廃止
- 伊達紋別駅：胆振線 - 1986年（昭和61年）11月1日廃止
- 登別駅：登別温泉軌道 - 1933年（昭和8年）9月1日廃止
- 苫小牧駅：王子軽便鉄道（通称山線） - 1951年（昭和26年）5月10日廃止
- 沼ノ端駅：富内線（旧線） - 1943年（昭和18年）11月1日休止（実質廃止）
- 早来駅：早来鉄道線 - 1951年（昭和26年）3月27日廃止認可
- 栗山駅：北海道炭礦汽船夕張鉄道線 - 1975年（昭和50年）4月1日廃止
- 志文駅：万字線 - 1985年（昭和60年）4月1日廃止
- 岩見沢駅：幌内線 - 1987年（昭和62年）7月13日廃止